# 大井次三郎
大井 次三郎（おおい じさぶろう、1905年9月18日 - 1977年2月22日）は、日本の植物学者。牧野富太郎と並んで、日本の植物分類学の基礎を築いた人物である。
カヤツリグサ科の植物を中心に分類を行い、多くの植物を命名した。またその植物分類に対する功績をたたえ、ツクシオオガヤツリ (Cyperus ohwii) など、大井に献名された植物もある。
命名者として学名に記載される際には Ohwi の綴りが用いられるが、大井自身は当初 Ohi と綴っていた。しかし「Ohi では呼び声の『オーイ』と同じになってしまうから」という小泉源一の提案があり、Ohwi と記載されることになった。

## 概要
1905年、東京市深川区の木材商の家に生まれた。
1930年に京都帝国大学農学部を卒業。その年に同大学の副手に就任。1937年に理学博士号を取得。1943年に入隊し、第二次世界大戦中は陸軍に所属した。
終戦後に、東京科学博物館（現：国立科学博物館）の事務嘱託を経て研究員の職につき、1970年まで同博物館に勤務。1972年には同博物館の名誉館員となった。
同博物館の図書課長を務めていた1953年に、それまでに知られていた日本の植物を網羅した『日本植物誌』（のちに『新日本植物誌』として改訂）を刊行。同書は『Flora of Japan』として英訳もなされた。またその功績を讃えられ、1971年に朝日賞を受賞した。
1977年、心臓麻痺で死去。

## 献名された植物の一部
- ウスバクマヤナギ (Berchemia ohwii)
- ツクシオオガヤツリ (Cyperus ohwii)
- ナガバジャノヒゲ (Ophiopogon ohwii)

## 論文
- 国立情報学研究所収録論文 国立情報学研究所